# Bánov (districtul Uherské Hradiště)
Bánov este o comună și un sat din districtul Uherské Hradiště din regiunea Zlín din Republica Cehă. Are o populație de aproximativ 2.200 de locuitori.

## Geografie
Bánov se găsește la aproximativ 20 kilometri (12 mi) sud-est de Uherské Hradiště și la 26 kilometri (16 mi) sud de Zlín. Partea de nord a teritoriului comunei cu suprafața intravilană se află în Munții Vizovice, iar partea de sud se află în lanțul montan Carpații Albi. Cel mai înalt punct se găsește la 605 metri (1.985 ft) deasupra nivelului mării.

## Istorie
Prima mențiune scrisă despre Bánov se află în Chronica Boemorum⁠(d) și este legată de anul 1091, când ducele boem Bretislav al II-lea s-a stabilit într-un gord din Bánov. În secolul al XII-lea, gordul a fost reconstruit ca un castel. La începutul secolului al XIII-lea, Bánov a fost cumpărat de Jindřich Vítkovec din familia Vítkovci⁠(d), care mai târziu a devenit cunoscut ca Jindřich de Hradec. Domnii din Hradec au deținut Bánov până în 1339, când au făcut schimb cu regele Ioan al Boemiei pentru a prelua Telč, astfel Bánov a devenit proprietate regală. Datorită apropierii sale de granița cu Regatul Ungariei, castelul a fost folosit în scop defensiv, dar a fost demolat în timpul Războaielor Hușite și a dispărut în secolul al XV-lea.
În 1570, Bánov a fost promovat ca un oraș-târg (Městys⁠(d)) de către împăratul Maximilian al II-lea, dar ulterior și-a pierdut acest titlu.

## Transporturi
Drumul I/50 (parte a drumului european E50), care leagă Brno de granița ceho-slovacă în Starý Hrozenkov⁠(d) prin Uherské Hradiště, trece prin comună.

## Obiective turistice
Principalul obiectiv turistic din Bánov este Biserica „Sfântul Martin”. A fost construită în stilul baroc timpuriu în 1691–1699 și reconstruită sub forma sa actuală în 1786–1787. Biserica are un set de clopote de o mare valoare, dintre care unul datează din 1498.